# Abramo Bartolommeo Massalongo
Abramo Bartolommeo Massalongo (13 de mayo de 1824, Tregnago - 25 de mayo de 1860, Verona) fue un briólogo, micólogo y paleobotánico italiano.
De joven, tomó un gran interés por la botánica. Estudió en la Facultad de Medicina de la Universidad de Padua, se gradúa, y en 1844 es jefe del departamento de botánica.
Con Gustav Wilhelm Körber, fundan la "Escuela "italiana-silesiana" de liquenología.
Era el esposo de María Colognato y padre del hepatólogo Caro Benigno (1852-1928), Orseolo (1854-1901) y Roberto (1856-1919).
También trabajó en el campo científico de la herpetología. En 1859 su Catalogo dei rettili delle provincia Venete fue publicado en Venecia.

## Algunas publicaciones
- abramo b. Massalongo, giuseppe Scarabelli. 1859. Studii sulla flora fossile e geologia stratigrafica del Senigalliese. Ed. Galeati, 504 pp. en línea

- -----------------------------. 1855. Schedulae criticae in lichenes exsiccatos Italiae. Ed. typ. Antonellianis, 40 pp. en línea

- -----------------------------. 1852. Ricerche sull'autonomia dei licheni crostosi e materiali pella loro naturale ordinazione del d.' A. prof. Massalongo ... Ed. dalla tipografia di A. Frizierio, 207 pp. en línea
- La abreviatura «A.Massal.» se emplea para indicar a Abramo Bartolommeo Massalongo como autoridad en la descripción y clasificación científica de los vegetales.[3]